# 积尸 (星官)
积尸是中国古代星官，有2座，分别处于胃宿和鬼宿。

## 胃宿积尸
位于胃宿的星官积尸包含一颗恒星积尸，对应的现代星名为英仙座π。《丹元子步天歌》在胃宿的段落中有描述“陵北九个天船名，陵中积尸一个星”。

## 鬼宿积尸
位于鬼宿的星官积尸又称积尸气，即鬼宿星团M44。《丹元子步天歌》在鬼宿的段落中有描述“四星册方似木柜，中央白者积尸气”。